# Lay It Down (Ratt)
Lay It Down è un singolo del gruppo musicale statunitense Ratt, il primo estratto dal loro secondo album in studio Invasion of Your Privacy nel 1985.
La canzone è stata inserita all'interno del videogioco Brütal Legend, durante la terza battaglia contro Lionwhyte.

## Video musicale
Il videoclip del brano mostra il cantante Stephen Pearcy da bambino (interpretato da Whit Hertford) a una festa di compleanno con una ragazza seduta accanto a lui. Dopo aver espresso il suo desiderio e spento le candeline, il ragazzo ha una visione del futuro in cui lui e la sua band si esibiscono in quello che sembra un edificio abbandonato, mentre tenta di conquistare il cuore della stessa donna ora adulta. Il video si chiude tornando al presente con la ragazza che gli chiede quale desiderio avesse espresso.
La donna nel video è la modella di Playboy Marianne Gravatte, che appare anche sulla copertina di Invasion of Your Privacy.

## Tracce
1. Lay It Down – 3:23
2. Got Me on the Line – 3:04

## Classifiche
| Classifica (1985)             | Posizione massima |
| ----------------------------- | ----------------- |
| Regno Unito                   | 77                |
| Stati Uniti                   | 40                |
| Stati Uniti (mainstream rock) | 11                |